# Gallia Lugdunensis

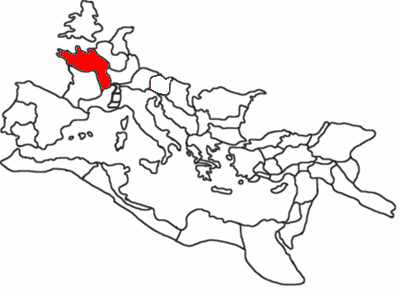
Provincia Gallia Lugdunensis în cadrul Imperiului Roman, în jurul anului 120 d.Hr.

Gallia Lugdunensis a fost o provincie a Imperiului Roman, în Franța de astăzi, parte a Galiei. 
Numele provine de la capitala Lugdunum (astăzi Lyon), poate cel mai mare oraș roman la vest de Italia, cu o importantă monetărie imperială.
Inițial, se întindea de la râurile Sena și Marna în nord-est, unde era granița cu Gallia Belgica, până la râul Garonne în sud-vest, care formează granița cu Gallia Aquitania.
Sub Cezar Augustus, Gallia Lugdunensis a fost redusă în dimensiuni - partea dintre râul Loara și Garonne a fost transferată Galliei Aquitania, iar părțile central-estice au fost cedate noii provincii Germania Superior. Harta îi arată întinderea după aceste pierderi teritoriale.
A fost o provincie imperială, considerată suficient de importantă pentru a fi guvernată de un proconsul.
"Satul necucerit" fictiv, din revista de benzi desenate Asterix Galul, se află aici, în Armorica (astăzi Bretania), deoarece în cultura populară franceză, galii sunt considerați a fi locuit doar în Bretania și Marea Britanie